# Mark O'Hara
Mark O'Hara, né le 12 décembre 1995 à Barrhead, est un footballeur écossais évoluant au Saint Mirren FC au poste de défenseur ou milieu de terrain.

## Biographie
Mark O'Hara joue avec l'équipe d'Écosse des moins de 19 ans, puis avec les espoirs.
Il commence sa carrière professionnelle avec le club de Kilmarnock. Avec cette équipe, il joue 79 matchs en première division écossaise entre 2012 et 2016.
Le 8 juin 2016, il rejoint le Dundee FC.
Le 24 janvier 2019, il est prêté à Lincoln City.